# Ключи (Каменский район, Алтайский край)
Ключи — село в Каменском районе Алтайского края. Входит в Столбовский сельсовет.

## История
Основано в 1600 году. В 1928 году состояло из 184 хозяйств, основное население — русские. Центр Ключинского сельсовета Каменского района Каменского округа Сибирского края.

## Население
| 1926 | 1997 | 1998 | 1999 | 2000 | 2001 | 2002 | 2003 | 2004 | 2005 |
| ---- | ---- | ---- | ---- | ---- | ---- | ---- | ---- | ---- | ---- |
| 814  | ↘213 | ↘201 | ↗206 | ↗220 | ↘204 | ↘195 | ↘194 | ↘180 | ↘170 |
| 2006 | 2007 | 2008 | 2009 | 2010 | 2011 | 2012 | 2013 |      |      |
| ↘159 | ↘156 | ↗162 | ↘113 | ↘93  | ↘89  | ↘84  | ↘63  |      |      |